# كأس الكونكاكاف الذهبية 1993
كأس الكونكاكاف الذهبية 1993 (بالإسبانية: Copa de Oro de la Concacaf 1993)‏ هو الموسم 12 من كأس الكونكاكاف الذهبية. أقيم خلال الفترة 10 يوليو 1993 وحتى 1993، وأشرف على تنظيمه الكونكاكاف، وكان عدد الفرق المشاركة فيه 8، وفاز بالبطولة منتخب المكسيك لكرة القدم.